# Gai Veturi Cras Cicurí
Gai Veturi Cras Cicurí (en llatí Caius Veturius Crassus Cicurinus) va ser un polític romà. Formava part de la gens Vetúria, i de la branca dels Cicurí, d'origen patrici.
Va ser elegit tribú amb potestat consolar l'any 377 aC, juntament amb Gai Quint Cincinnat, Servi Sulpici Ruf, Publi Valeri Potit Publícola, Luci Emili Mamercí i Luci Emili Mamercí. Aquell any els tribuns van fer la guerra contra els volscs i els llatins.
Va tornar a ser elegit tribú l'any 369 aC durant el conflicte sobre les lleis licínies, que establien l'abolició dels tribuns amb potestat consular.